# Adrián Abonizio
Adrián Abonizio (né le 31 juillet 1956 à Rosario, province de Santa Fe) est un musicien et chanteur argentin, figure emblématique de la trova rosarina.

## Biographie
Abonizio est membre de la trova rosarina, qui est arrivée dans la ville de Buenos Aires au début des années 1980. En 1991, il participe à la musicalisation du film argentino-cubain De regreso (El país dormido).
Ses compositions, dont El témpano, Mirta, de regreso, Dios y el Diablo en el taller, deviennent célèbres grâce à Juan Carlos Baglietto. Malgré cela, sa carrière est entravée par sa réticence à participer à de grandes maisons de disques, car, comme il l'a déclaré dans une interview : « Je n'ai pas trouvé de personnes qui travaillent avec dignité, qui recherchent l'artistique, ce qui est ce que je veux. »
En 1997, il forme avec Lalo de los Santos, Rubén Goldín et Jorge Fandermole le groupe Rosarinos, qui sort un album la même année,. En 2013, il remporte le prix Gardel du meilleur album d'un nouvel artiste de tango avec Tangolpeando.

## Discographie

### Albums studio
- 1984 : Abonizio
- 1989 : Los años felices
- 2000 : Todo es humo (15 bonitas melodías)
- 2001 : Música para canallas
- 2004 : Cualquier tren a ningún lado
- 2006 : Extraño Conocido
- 2012 : Tangolpeando
- 2016 : La madre de todas las batallas

### Rosarinos
- 1997 : Rosarinos